# Atmautluak
Atmautluak ist ein Ort und ein census-designated place (CDP) in der Bethel Census Area in Alaska. Von 1976 bis 1996 war Atmautluak eine City. Das U.S. Census Bureau hatte bei der Volkszählung 2020 eine Einwohnerzahl von 386 ermittelt. Das Eskimo-Dorf liegt im Yupik-Sprachenraum.

## Geographie
Atmautluak befindet sich im Südwesten von Alaska am rechten Flussufer des Pikmiktalik River, ein linker Nebenfluss des Johnson River, 28 km westnordwestlich vom Verwaltungszentrum Bethel. Der etwa drei Meter über dem Meeresspiegel gelegene Ort befindet sich im Yukon-Kuskokwim-Delta und im Schutzgebiet Yukon Delta National Wildlife Refuge. Der Ort ist von zahlreichen kleineren und größeren Seen umgeben. Atmautluak verfügt über einen Flugplatz. Knapp 11 km westnordwestlich liegt Nunapitchuk, 13 km östlich liegt Kasigluk. Ein 11 km langer Winterpfad führt von Atmautluak nach Nunapitchuk.

## Geschichte
Die Gemeinde entstand 1960, als Indigene aus der Umgebung einen höhergelegenen Standort suchten, der weniger anfällig für Überschwemmungen ist. 1976 erhielt Atmautluak den Status einer „City“. 1996 gab der Ort diesen Gemeindestatus zugunsten eines traditionellen Stammesrats (traditional council governance) wieder auf. Seit dem Zensus 2000 ist Atmautluak ein census-designated place. Heute bildet Subsistenzwirtschaft einen Schwerpunkt des Gemeindelebens.

## Demografie
Zum Zeitpunkt der Volkszählung im Jahre 2020 (U.S. Census 2020) hatte Atmautluak 386 Einwohner auf einer Landfläche von 1,57 km². Von den Einwohnern waren 9 Weiße, einer afrikanisch-amerikanischer, 371 amerikanisch-indianischer Abstammung sowie ein Asiate.
Beim Zensus im Jahr 2000 wurden 294 Einwohner gezählt, 2010 waren es 277.